# 釈迦岳 (大分県・福岡県)
釈迦岳（しゃかだけ）は、大分県日田市と福岡県八女市との境界にある標高1,230mの山である。福岡県の最高峰であり、九州百名山のひとつに数えられている。釈迦ヶ岳、釈迦ガ岳とも表記される。

## 概要
釈迦岳にはおよそ120mの距離を隔てて東西に2つの峰があり、最高点は大分県にある東峰の普賢岳である。もう一方の峰の本釈迦は県境にあり、標高1,229.5 mで福岡県の最高峰である。
普賢岳（東峰 1,231 m）は極めて眺望に恵まれた山頂で、久住・祖母・阿蘇・有明海・雲仙岳・多良岳・天山・背振・三郡・古処・由布岳などの山地・山塊を360度見渡すことができる。
普賢岳山頂にはレーダー雨量計を備えた気象観測所が置かれていて、国土交通省九州地方整備局管内を観測する3つのレーダーサイト局のひとつとして、九州北部を網羅している。
釈迦岳を源流とする梅木川は筑後川水系にあり、大山川の支流のひとつである。また西北側（福岡県側）は、矢部川（水系）の源流部の一つとなっている。

### 周辺の主な山
大分県日田市津江地方では、釈迦岳と渡神山、御前岳とを合わせて津江三山と呼んでいる。また、周囲の山も含めて総称して釈迦連峰と呼ぶこともある。
| 山容 | 名称   | 標高(m) | 三角点等級および基準点名 | 釈迦岳からの方角と距離(km) | 備考         |
| ---- | ------ | ------- | ------------------------ | -------------------------- | ------------ |
|      | 渡神山 | 1,150.2 |                          | 東南東                     | 旧九州百名山 |
|      | 釈迦岳 | 1,231   | 一等                     | 0                          | 九州百名山   |
|      | 御前岳 | 1,209   |                          | 西北西                     |              |

## 登山・交通
本釈迦への登山道として、御前岳から縦走するルートや、八女市矢部村と日田市前津江町を結ぶ釈迦岳林道の県境にある矢部越から南斜面を直登するルート、日田市前津江の椿ヶ鼻ハイランドパーク付近から尾根伝いに登るルートが知られている。普賢岳へは本釈迦から渡る登山道がある。
- 公共交通機関

釈迦岳林道の八女市側入口付近に「宮ノ尾」バス停があり、JR九州の鹿児島本線羽犬塚駅から堀川バスが路線バスを運行している。林道入口から矢部越登山口まではおよそ10kmの道のりである。
椿ヶ鼻ハイランドパーク付近の登山口に最寄りのバス停は「前津江振興局前」で、JR九州の久大本線日田駅から日田バスが路線バスを運行している。日田市前津江の中心部から登山口までは5km弱の道のりである。
- 自家用車

釈迦岳林道の矢部越登山口近辺には駐車スペースが設けられていて、日田市からも八女市からも自家用車で到達できる。八女市からは10km程度の道のりである。
日田市から登山口までは、国道212号の日田市大山から大分県道・熊本県道9号日田鹿本線を経由して、およそ15kmの道のりである。また、県道9号の椿ヶ鼻ハイランドパーク付近から普賢岳山頂の気象観測所までは自動車で通行できる道路が整備されている。